# کلیک (فیلم ۲۰۰۶)
کلیک (به انگلیسی: Click) فیلمی کمدی درام-فانتزی به کارگردانی فرانک کوراکی و نویسندگی استیو کورن و مارک اُو کیف محصول کشور آمریکا است که در سال ۲۰۰۶ ساخته شده است. در این فیلم آدام سندلر، کیت بکینسیل، کریستوفر واکن، هنری وینکلر، دیوید هسلهاف، جولی کاونر و شان آستین ایفای نقش کرده‌اند.
کلیک توسط کلمبیا پیکچرز در تاریخ ۲۳ ژوئن ۲۰۰۶ در ایالات متحده اکران شد. فیلم با واکنش‌های ضد و نقیضی از سوی منتقدان همراه بود اما توانست در زمان اکران توجه زیادی را به خود جلب کند. کلیک ۲۴۰ میلیون دلار در سراسر جهان فروش کرد در حالی که ۸۲٫۵ میلیون دلار بودجه ساخت آن بوده است. این فیلم در هفتاد و نهمین دوره جوایز اسکار نامزد دریافت جایزهٔ بهترین چهره‌پردازی شد (اما جایزه را به فیلم هزارتوی پن باخت).

## خلاصه داستان
مایکل (آدام سندلر) معماری است که با همسر (کیت بکینسیل) و دو فرزندش (یک دختر و یک پسر) زندگی نسبتاً آرامی دارند، گرچه مایکل از زندگی‌اش ناراضی‌ست و همچنین از این که کنترل‌های بسیاری در خانه‌اش است کلافه است. او به فروشگاه می‌رود که کنترلی چندکاره بخرد. ولی مرد مرموزی به نام مورتی (کریستوفر واکن) را ملاقات می‌کند که به او یک کنترل جادویی و عجیب می‌دهد. او از کنترل (که آن را مجانی به دست می‌آورد و حق پس دادن آن را ندارد) راضی می‌شود اما کم‌کم متوجه می‌شود که کنترل قدرت‌های بسیار عجیبی دارد و می‌تواند بدون هیچ محدودیتی همه چیز را کنترل کند…